# Phù thủy xứ Oz (phim 1994)
Phù thủy xứ Oz, hay Phù thủy thành phố Ngọc Lục Bảo (tiếng Nga: Волшебник Изумрудного города) là một bộ phim giả tưởng của đạo diễn Pavel Arsyonov, ra mắt lần đầu năm 1994.
Truyện phim phỏng theo tiểu thuyết cùng tên của nhà văn Frank Baum.

## Diễn viên
- Катя Михайловская — Элли
- Вячеслав Невинный — Страшила
- Евгений Герасимов — Железный Дровосек
- Вячеслав Невинный-младший — Трусливый Лев
- Виктор Павлов — Гудвин
- Валерий Носик — людоед
- Наталья Варлей — Бастинда, Гингема
- Ольга Кабо — мать Элли, Стелла
- Сергей Варчук — вожак обезьян Уорра
- Владимир Антоник — ураган
- Борис Щербаков — Стражник Изумрудного Города
- Армен Джигарханян
- Александр Леньков — голос Тотошки

## Vinh danh
- Đề cử giải thưởng Nika (phục trang xuất sắc nhất) (1994).